# Wario Land: Super Mario Land 3
Wario Land: Super Mario Land 3 is een platformspel, uitgebracht voor de Game Boy in 1994. Het spel lanceerde als eerste in Japan op 21 januari 1994. Later volgde Noord-Amerika in februari 1994 en Europa op 13 mei 1994. Wario Land: Super Mario Land 3 is het eerste spel met Wario in de hoofdrol en tevens het eerste spel waarin de kwaadaardige Captain Syrup opduikt samen met haar Brown Sugar Pirates.
De bijtitel van het spel: Super Mario Land 3 is vrijwillig gekozen om te verwijzen naar Super Mario Land 2: 6 Golden Coins. Wario Land is geen vervolg op dit spel maar sluit er sterk bij aan omdat het verhaal verdergaat met Wario.

## Verhaal
Wario Land speelt zich af vlak na Super Mario Land 2: 6 Golden Coins. Wario heeft in het eindduel verloren van Mario en is nu alles kwijt. Daarom trekt hij eropuit om geld en schatten te zoeken en om zijn eigen kasteel te stichten om Mario jaloers te maken. Hoe meer geld Wario vindt in het spel, hoe groter zijn huis zal worden.

## Werelden en levels

#### Rice Beach
Rice Beach is de eerste wereld uit het spel en speelt zich af op een uitgestrekt strand met tonnen/kratten en thematische piratenwezens. De eindbaas van deze wereld is Spiked Koopa Troopa.

#### Mt. Teapot
Mt. Teapot is de tweede wereld uit Wario Land en tevens een reusachtige vulkaan in de vorm van een theepot. De levels spelen zich af rondom en in de vulkaan. In het laatste level neemt Wario het op tegen The Big Bull.

#### Sherbet Land
Sherbet Land is een geheime ijswereld in het spel die enkel kan bereikt worden via een geheime doorgang in Mt. Teapot. Wario zal het op het einde van deze wereld moeten opnemen tegen een boksende pinguïn met verrassende aanvallen.

#### Stove Canyon
Stove Canyon is de - Sherbet Land niet meegerekend - derde wereld in Wario Land waarin de meeste levels gevuld zijn met kolkende lava. Wario heeft het dus niet gemakkelijk en zal een manier moeten vinden om alle levels zonder kleerscheuren te voltooien. De eindbaas is Big Head, die vuurblokken vanuit zijn neus naar Wario afvuurt.

#### SS Tea Cup
SS Tea Cup is een wereld uit Wario Land waarin de levels zich o.a. afspelen op een reusachtig piratenschip en de stranden van de nabijgelegen eilanden. De eindbaas van deze wereld is Bobo, een gigantische vogel die Wario uit de weg probeert te ruimen.

#### Parsley Woods
Parsley Woods is de wereld uit Wario Land die zich voornamelijk afspeelt in een groot bos met hoge bomen en struikgewassen. Door het bos lopen treinrails en in sommige levels zal Wario zichzelf op en over een rijdende trein moeten verplaatsen. De eindbaas van deze wereld is een grote geest.

#### Syrup Castle
Syrup Castle is de zevende en laatste wereld van Wario Land en tevens het hoofdkwartier van de Syrup-bende. Het kasteel, dat eigenlijk een reusachtige toren met een doodskop is, wordt telkens voor een stuk vernietigd als een level voltooid wordt. In het allerlaatste level neemt Wario het uiteindelijk op tegen Captain Syrup en haar genie-assistent.

## Einde van het spel
Na het verslaan van de eindbaas vlucht Wario uit het neergestorte kasteel. Hij heeft de magische olielamp in bezit en roept de geest op om voor hem een huis te bouwen. De geest vraagt naar geldzakken om het huis te bekostigen. De vorm van het huis varieert van het aantal munten dat Wario heeft verzameld in het spel. Er zijn 6 verschillende soorten:
- 1 geldzak - Vogelhuis (+300 munten)
- 2 geldzakken - Holle boomstam (+10 072 munten)
- 3 geldzakken - Blokhut (+40 008 munten)
- 4 geldzakken - Pagoda (+70 008 munten)
- 5 geldzakken - Kasteel (+90 008 munten)
- 6 geldzakken - Planeet (99 999 munten en alle 20 schatten gevonden)

## Credits
- Director: Hiroji Kiyotake, Takehiko Hosokawa
- Producer: Gunpei Yokoi
- Muziek: Ryoji Yoshitomi, Kozue Ishikawa
- Geproduceerd en gecopyright door: Nintendo
- Graphics: Hizuki Karamuka